# Mistrzostwa Świata w Narciarstwie Dowolnym 2013 – halfpipe mężczyzn
Panowie w pierwszej konkurencji na tych mistrzostwach świata walczyli o medale 5 marca w Oslo w rynnie o nazwie Wyller Halfpipe. Mistrzostwa świata z La Moliny nie obronił Kanadyjczyk Micheal Riddle, który uplasował się tuż za podium bo na 4 miejscu. Nowym mistrzem świata został Amerykanin David Wise, srebro wywalczył jego rodak Torin Yater-Wallace. Natomiast brązowy medal zdobył reprezentant Francji Thomas Krief.

## Wyniki

### Kwalifikacje

#### Grupa 1
| Pozycja | Nr | Zawodnik              | Państwo       | Zjazd 1 | Zjazd 2 | Najlepszy | Uwagi |
| ------- | -- | --------------------- | ------------- | ------- | ------- | --------- | ----- |
| 1       | 11 | Matthew Margetts      | Kanada        | 90.0    | 39.6    | 90.0      | Q     |
| 2       | 1  | Torin Yater-Wallace   | USA           | 88.4    | 54.6    | 88.4      | Q     |
| 3       | 3  | Micheal Riddle        | Kanada        | 85.2    | 6.8     | 85.2      | Q     |
| 4       | 5  | Aaron Blunck          | USA           | 25.8    | 82.8    | 82.8      | Q     |
| 5       | 7  | Noah Bowman           | Kanada        | 78.2    | 79.0    | 79.0      | Q     |
| 6       | 21 | Jon Anders Lindstad   | Norwegia      | 58.2    | 73.8    | 73.8      |       |
| 7       | 15 | Frederick Iliano      | Szwajcaria    | 71.2    | 60.6    | 71.2      |       |
| 8       | 9  | Jossi Wells           | Nowa Zelandia | 42.8    | 66.6    | 66.6      |       |
| 9       | 23 | Gurimu Narita         | Japonia       | 59.4    | 62.8    | 62.8      |       |
| 10      | 25 | Kristopher Atkinson   | Kanada        | 37.8    | 61.0    | 61.0      |       |
| 11      | 17 | Kiyoshi Terada        | Japonia       | 51.4    | 44.6    | 51.4      |       |
| 12      | 32 | Nikołaj Najdenow      | Bułgaria      | 47.6    | 49.4    | 49.4      |       |
| 13      | 27 | Pietr Kordiuk         | Rosja         | 48.8    | 44.0    | 48.8      |       |
| 14      | 13 | Kentaro Tsuda         | Japonia       | 45.4    | 42.4    | 45.4      |       |
| 15      | 30 | Artiom Glebow         | Rosja         | 15.6    | 42.4    | 42.4      |       |
| 16      | 19 | Nils Lauper           | Szwajcaria    | 25.4    | 20.0    | 25.4      |       |
| 17      | 34 | Konstantinos Liketsos | Grecja        | 19.0    | 12.6    | 19.0      |       |

#### Grupa 2
| Pozycja | Nr | Zawodnik               | Państwo          | Zjazd 1 | Zjazd 2 | Najlepszy | Uwagi |
| ------- | -- | ---------------------- | ---------------- | ------- | ------- | --------- | ----- |
| 1       | 2  | David Wise             | USA              | 86.4    | 89.8    | 89.8      | Q     |
| 2       | 8  | Joffrey Pollet-Villard | Francja          | 86.8    | 20.2    | 86.8      | Q     |
| 3       | 4  | Thomas Krief           | Francja          | 83.8    | 34.8    | 83.8      | Q     |
| 4       | 10 | Antti-Jussi Kemppainen | Finlandia        | 80.4    | 83.2    | 83.2      | Q     |
| 5       | 12 | Simon Dumont           | USA              | 83.0    | 8.8     | 83.0      | Q     |
| 6       | 18 | Simon d’Artois         | Kanada           | 80.6    | 64.2    | 80.6      | Q     |
| 7       | 6  | Kevin Rolland          | Francja          | 78.6    | 67.0    | 78.6      | Q     |
| 8       | 37 | Beau-James Wells       | Nowa Zelandia    | 77.8    | 65.2    | 77.8      |       |
| 9       | 16 | Peter Crook            | Wyspy Dziewicze  | 76.0    | 75.8    | 76.0      |       |
| 10      | 20 | Lyndon Sheehan         | Nowa Zelandia    | 61.4    | 72.2    | 72.2      |       |
| 11      | 22 | Murray Buchan          | Wielka Brytania  | 65.8    | 68.8    | 68.8      |       |
| 12      | 26 | Pawieł Nabokich        | Rosja            | 29.8    | 57.8    | 57.8      |       |
| 13      | 33 | Peter Speight          | Wielka Brytania  | 56.2    | 34.4    | 56.2      |       |
| 14      | 31 | Marc Christen          | Liechtenstein    | 47.0    | 45.0    | 47.0      |       |
| 15      | 24 | Kim Kwang-jin          | Korea Południowa | 9.4     | 40.0    | 40.0      |       |
| 16      | 28 | Markus Kaiser          | Liechtenstein    | 22.4    | 38.6    | 38.6      |       |

### Finał
| Pozycja | Nr | Zawodnik               | Państwo   | Zjazd 1 | Zjazd 2 | Najlepszy |
| ------- | -- | ---------------------- | --------- | ------- | ------- | --------- |
|         | 2  | David Wise             | USA       | 96.2    | 86.8    | 96.2      |
|         | 1  | Torin Yater-Wallace    | USA       | 95.6    | 31.6    | 95.6      |
|         | 4  | Thomas Krief           | Francja   | 93.6    | 94.2    | 94.2      |
| 4       | 3  | Micheal Riddle         | Kanada    | 72.6    | 89.2    | 89.2      |
| 5       | 10 | Antti-Jussi Kemppainen | Finlandia | 86.8    | 27.8    | 86.8      |
| 6       | 5  | Aaron Blunck           | USA       | 84.2    | 28.4    | 84.2      |
| 7       | 6  | Kevin Rolland          | Francja   | 28.2    | 80.8    | 80.8      |
| 8       | 12 | Simon Dumont           | USA       | 78.4    | 16.0    | 78.4      |
| 9       | 18 | Simon d’Artois         | Kanada    | 5.0     | 76.8    | 76.8      |
| 10      | 7  | Noah Bowman            | Kanada    | 13.6    | 76.2    | 76.2      |
| 11      | 11 | Matthew Margetts       | Kanada    | 30.8    | 65.2    | 65.2      |
| 12      | 8  | Joffrey Pollet-Villard | Francja   | 9.4     | 32.2    | 32.2      |